# Hatay repülőtér
A Hatay repülőtér (IATA: HTY, ICAO: LTDA) Törökország egyik kisebb jelentőségű nemzetközi repülőtere, amely İskenderun közelében található. Éves utasforgalma 1 055 524 fő (2022).

## Légitársaságok és úticélok
2023-ban a Hatay repülőtérről az alábbi járatok indulnak:
| Légitársaság     | Célállomások                                     |
| ---------------- | ------------------------------------------------ |
| AnadoluJet       | Ankara, Ercan, Istanbul–Sabiha Gökçen            |
| Flynas           | Jeddah, Riyadh                                   |
| Pegasus Airlines | Antalya, Ercan, Istanbul–Sabiha Gökçen, Izmir    |
| SunExpress       | Izmir Szezonális: Antalya, Düsseldorf, Stuttgart |
| Turkish Airlines | Istanbul Szezonális: Frankfurt                   |

## Futópályák
A repülőtér futópályái:
- 22/04

## Forgalom
Az utasforgalom az elmúlt években az alábbi módon változott:
| Utasok száma | 2965 | 325 307 | 574 613 | 663 892 | 1 113 929 | 1 113 929 | 1 284 557 | 1 209 363 | 636 883 | 1 055 524 |
|              | 2007 | 2009    | 2010    | 2012    | 2014      | 2015      | 2017      | 2019      | 2020    | 2022      |